# Manutan
Manutan, voorheen Overtoom, is een Nederlands zakelijk postorderbedrijf dat gespecialiseerd is in het leveren van vele producten uit het kantorensegment. Het bedrijf is gevestigd in Den Dolder en maakte tot 2014 onder de  naam Overtoom deel uit van de Franse Manutan Group, een bedrijf met 23 dochterbedrijven in 19 Europese landen.

## Geschiedenis
In 1946 richtte Rein Sjenitzer aan de Overtoom in Amsterdam een postorder-ijzerwarenhandel op. In 1954 wijkt het bedrijf wegens ruimtegebrek aan de Overtoom uit naar Den Dolder, een centraal gelegen provincieplaats in de provincie Utrecht waar de grond nog goedkoop was. Hierdoor was het mogelijk om in geheel Nederland te leveren. Het assortiment werd in de jaren zestig en zeventig steeds groter en het bedrijf kon ruim 30 duizend artikelen uit het kantoorsegment uit voorraad leveren. 
In 1986 werd het bedrijf verkocht aan Borsumij en werden op het industrieterrein in Den Dolder twee nieuwe enorme magazijnen opgeleverd waardoor snellere levering mogelijk was. In 1995 verkocht Borsumij Overtoom aan de Franse branchegenoot Manutan. De verkoopprijs was 150 miljoen gulden en Borsumij realiseerde een forse boekwinst van 120 miljoen gulden.Bij Overtoom werkten toen in 265 mensen in België en Nederland. Het bedrijf behaalde in 1994 een winst van 16,4 miljoen gulden op een omzet van 153 miljoen gulden. Manutan was ruim twee keer zo groot en telde 400 à 500 werknemers. Het bedrijf werd na de overname van Overtoom marktleider in Frankrijk, de Benelux en Engeland.

## Slagzin
Grote bekendheid verkreeg het bedrijf door zijn slagzin. Men sprak de doelgroep niet alleen aan via de vakbladen maar sinds 1979 vooral door de sterreclame zowel op radio als televisie. Het idee was dat bedrijven die dringend stellages of bedrijfsbenodigdheden nodig hebben vaker televisie kijken of radio luisteren dan een vakblad lezen. 
In de reclamespots zag men een ondernemer die telefonisch zijn bestelling doorgaf. "En ik wil het snel hebben!" Nog voordat hij de hoorn had neergelegd kwam de vrachtauto van Overtoom toeterend aanrijden. De ondernemer zei verrast: "Dat is snel!"
De laatste uitspraak werd een gevleugeld woord. Als iemand "Dat is snel" zei, was er altijd wel iemand die "Het lijkt Overtoom wel" antwoordde. Dat antwoord werd in de latere reclamespots opgenomen. 
Het bedrijf haalde het na Heineken de hoogste naamsbekendheid van alle merken in Nederland.

## Naamsverandering
In 2014 voerde Overtoom – de naam verwees naar de Amsterdamse straat waar het bedrijf in 1946 begon – ondanks de 95% naamsbekendheid die in 2014 nog 84% was, naamsverandering door. De moederorganisatie Manutan verlangde in geheel Europa één identiteit.